# Josef Kyselka
Josef Kyselka (16. března 1846 Mýto — 5. prosince 1911 Praha) byl český katolický kněz, učitel a spisovatel. Vyučoval náboženství na středních školách. Publikoval články v časopisech, učebnice a náboženskou literaturu. Roku 1893 byl zvolen kanovníkem Vyšehradské kapituly. V letech 1888-1902 zasedal ve správní radě Svatováclavské záložny, od roku 1890 jako dozorce kanceláří; odstoupil po zjištění rozsáhlých podvodů prováděných dlouhodobě některými zaměstnanci.

## Život
Narodil se 16. března 1846 v Mýtě u Zbirohu. Studoval na německém gymnáziu v Plzni a na bohoslovecké fakultě v Praze.
Po vysvěcení na kněze roku 1870 působil rok jako kaplan ve Vejprtech, pak dva roky jako výpomocný katecheta na obecné škole a gymnáziu ve Stříbře. Odtud se přestěhoval do Prahy, kde zpočátku pracoval jako kaplan v kostele sv. Havla. Koncem roku 1873 se stal katechetou v c. a  k. ústavu pro vzdělávání učitelek a v letech 1877-1893 na c. a k. gymnáziu v Truhlářské ulici na Novém Městě. Od roku 1878 přispíval do časopisu Škola a život svými články a překlady z francouzštiny.  Jako člen  Katolicko-politické jednoty pro Království české vystupoval od 80. let často s projevy ve středočeských a jihočeských kostelech i na mítincích. 
Roku 1893 byl zvolen kanovníkem v Vyšehradské kapituly. Byl zde také knihovníkem a nedělním kazatelem. V předsednictvu Křesťanské akademie vystřídal kanovníka M. Karlacha. Mimo to působil jako náboženský dozor na několika pražských gymnáziích a na dvou školách na Žižkově. Byl členem katolické politické jednoty pro království České a některých dalších katolických spolků.
Veřejně známým se stal roku 1903 v souvislosti s krachem Svatováclavské záložny. Vstoupil do ní roku 1879, do správní rady byl zvolen v roce 1888 — nejprve jako zapisovatel, od roku 1890 jako dozorce kanceláří. Podle stanov bylo jeho povinností bdít nad tím, aby spolek promeškáním nebo zanedbáním formalit neutrpěl škodu. Měl podávat zprávu o každé týdenní schůzi, o doručených podáních a celkové činnosti spolku v uplynulém týdnu; nikdo to však po něm nevyžadoval. Do zastavárny (kde Josef Ort prováděl největší podvody) však nechodil a kontrolní knihu, kterou měl u sebe uloženu předseda Jan Drozd, neprohlížel. Když se po smrti Josefa Orta († 22. března 1902) vynořily pověsti o možných nesrovnalostech v jeho hospodaření, požádali 27. května dva členové výboru Kyselku o provedení revize. Starosta Drozd ale byl právě vážně nemocný a Kyselka se obával, že pokud nařídí kontrolu, může tím ohrozit pověst ústavu. Promluvil proto napřed s ředitelem Václavem Kohoutem, který jej ujistil, že vše je v pořádku. 4. června za ním přišel Frühauf, nově přijatý úředník, a důvěrně mu sdělil, že chybí velká částka; přitom ho žádal, aby se o tomto rozhovoru nezmiňoval Drozdovi a Kohoutovi. O den později výbor opakoval Kyselkovi  svou žádosto revizi; členové se pozastavovali nad tím, proč otálí. 6. června ráno oznámil Kyselka řediteli Kohoutovi, že odpoledne přijde na kontrolu; ten souhlasil. Kontrola spočívala v tom, že společně s Kohoutem a Frühaufem porovnávali deponované cenné papíry s účetními záznamy; vše se shodovalo. 11. června za ním ale přišel do bytu Frühauf a opět mu důvěrně sdělil, že těsně před kontrolou měl pokladní knihu v ruce Kohout a připsal do ní dvojku (zvýšil jednu částku o 200 tisíc korun). Kyselka mu na to odpověděl, že po odjezdu prof. Drozda na dovolenou provede novou revizi. Když se 26. června četla ve výboru revizní zpráva, podle níž bylo vše v pořádku, neřekl Kyselka nic. Teprve po konfliktu na výborové schůzi 3. července, kde málem omdlel, poslal Drozdovi žádost o novou revizi. Během ní se zjistilo, že chybí cenné papíry a skvosty v hodnotě 280 tisíc korun. Když ho poté právník informoval, že Ortovo dědictví (z něhož se měly ztráty platit) je předluženo, rezignoval 18. července na svou funkci. Záložna krátce poté zkrachovala a celková ztráta, ukrytá do té doby v účetních manipulacích, se vyšplhala na více než 7 milionů korun. U soudu s pachateli podvodů byl Kyselka vyslýchán jako svědek „bez přísahy“, protože byl v té době sám předběžně vyšetřován; nakonec však nebyl obviněn ani odsouzen.
Zemřel 5. prosince 1911 na Vyšehradě.

## Dílo
Přispíval drobnými pedagogickými a historickými články do časopisů, např. Školník, Čech nebo Časopis katolického duchovenstva. Knižně vyšly:
- Učebnice katolického náboženství pro první třídu škol středních a pro školy mešťanské (1887, 1893)
- Sv. Václav : modlitby a zpěvy pro mládež studující (1889 s reedicemi), společně s Janem Malátem
- Učebnice katolického náboženství pro I. třídu gymnasií a pro I. a II. třídu realných škol (1898)
- Slavnosti ke cti sv. Jana Nepomuckého na Karlově mostu v Praze (1898)
- Obmezujme taneční zábavy! (1899)
- Pátý a šestý červenec (1902), projev na oslavu památky Cyrila a Metoděje
- Novodobý evoluční názor na svět ve svých důsledcích (1904), podle Viktora Cathreina
- Rodina v státě budoucnosti (1909), přednáška založená na článku v časopise Stimmen aus Maria-Laach

Společně s Janem Drozdem a Klementem Borovým se podílel na vydání Zlaté bible ve skvostné úpravě, inspirované německým vzorem. (Pro Svatováclavskou záložnu, která vydání financovala, skončila tato akce velkou ztrátou — z nákladů ve výši 70 tisíc korun skončilo 60 tisíc v neprodejných zásobách.)